# Familiarität
Die Familiarität ist eine zu Beginn des 13. Jahrhunderts entstandene, dem Lehnswesen nahestehende, Institution in Ungarn, wobei ein Aristokrat (dominus) Leute (familiares) in seinen Dienst (familia) aufnahm. Die Familiares leisteten einen Treueeid und wurden von ihrem Herrn bezahlt. Vom westlichen Lehnsverhältnis unterschied sie sich in erster Linie dadurch, dass sie von beiden Seiten gelöst werden konnte und nicht erblich war. Die Familiares verwalteten die Güter ihrer Herren und waren Mitglieder deren bewaffneter Gefolgschaft. Die Aristokraten bevorzugten als familiares den niederen Adel, da dieser die örtlichen Verhältnisse kannte, über ein gewisses Prestige verfügte und außerdem als Sicherstellung für den verwalteten Besitz der Herren über entsprechende eigene Güter verfügte.